# 후나하시촌
후나하시촌(일본어: 舟橋村)은 일본 도야마현 나카니카와군의 촌이다. 현 중부의 조간지강 동안을 따라서 위치한다.
2005년 11월 1일에 이미즈군 시모촌이 합병으로 이미즈시가 되면서 도야마현 내에서 유일한 촌이 되었고 2006년 3월 3일에 후쿠이현 오뉴군 나타쇼촌이 합병으로 오이군 오이정이 되면서 호쿠리쿠 3현의 유일한 촌이 되었다.

## 개요
도야마현에서 가장 면적이 작은 시정촌이며 2006년 3월 27일 이후에는 일본에서 가장 작은 시정촌이 되었다. 그 면적은 도쿄 돔 75개분, 도쿄 디즈니랜드의 3.8배이다. 인구 증가율이 현내에서 제일 높으며 또한 2005년 시점의 유소년 인구 비율은 22.7%로 전국의 시정촌 중에서 가장 높다. 일본에서 가장 늦게까지 우체국이 없었던 자치체이기도 하다.

## 역사
- 1889년 4월 1일 - 정촌제 시행으로 후나하시촌이 성립하였다. 당시는 가미니카와군에 속했다.
- 1896년 3월 29일 - 군제가 시행되어 가미니카와군에서 나카니카와군이 분할되어 나카니카와군 후나하시촌이 되었다.

## 교통

### 철도
- 도야마 지방 철도 본선